# 타이포그래퍼 (타자기)

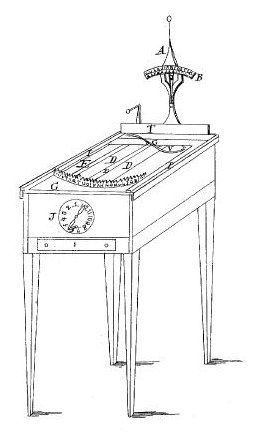
타이포그래퍼의 1839년 특허 모델 버전

타이포그래퍼(typographer)는 윌리엄 오스틴 버트가 개발한 초창기 기계식 타자기이다. 수작업으로 동작했으며 인쇄된 잉크가 종이에 압착하는 방식으로 동작했다. 버트는 정부감독관으로서 공식 서신을 빠르게 처리해야 했다.
버트는 2가지 버전의 기계식 기구를 보유했다. 하나는 손으로 옮길 수 있는 나무 상자로 만든 것이었다. 두 번째 것은 네 다리 위에 실장할 수 있는, 크기가 큰 고급 모델이었다. 1829년 특허를 위해 버트가 제공한 첫 번째 작동 모델은 1836년 특허청 화재로 인해 파괴되었다.